# 罗曼·季采
罗曼·季采（捷克語：Roman Týce，1977年5月7日—），捷克男子足球运动员，司职中场、后卫。他曾代表捷克国家队参加2004年欧洲足球锦标赛，结果队伍止步半决赛。他也曾参加2000年夏季奥运会。